# Gryllotalpa quindecim
Gryllotalpa quindecim is een rechtvleugelig insect uit de familie veenmollen (Gryllotalpidae). De wetenschappelijke naam van deze soort is voor het eerst geldig gepubliceerd in 1978 door Baccetti & Capra.